# فرانسوا مكاندال
فرانسوا مكاندال (بالإنجليزية: François Mackandal؛ 1730 -1758) كان أحد زعماء المارون الهايتيين في مستعمرة سانت دومينيك الفرنسية (هاييتي الحالية)، وقد كان يُوصف أحياناً بأنه كاهن ودونية هاييتي أو هونكان.
وقد كانت تُعرفه المصادر الأولية على أنه من جبال الأطلس التي تغطي كامل المغرب العربي. لكن العلماء المعاصرين مثل سيلفيان ضيوف توقعوا أنه ربما كان من دول العصر الحديث مثل السنغال أو مالي أو غينيا.
وقد أورد مؤرخ من أهل هاييتي يدعى توماس ماديو أن مكاندال "كان شخصاً متعلما وملما بشكل جيد باللغة العربية".

## السيرة الذاتية
مثله مثل معظم العبيد لا يوجد تاريخ دقيق ومحدد لميلاده، وفي نضاله ضد أصحاب العبيد البيض كان مكاندال يستخرج سُماً من نباتات الجزيرة ثم يوزع ذلك السم على العبيد الذين أضافوه إلى الوجبات والمشروبات المقدمة لأصحاب المزارع الفرنسيين، وأصبح زعيماً كاريزمياً بحرب العصابات التي وحدت مختلف الجماعات المارونية وأنشأت شبكة من المنظمات السرية من العبيد الذين لا زالوا في المزارع، وبحسب قول سي. ال. آر. جيمس كان مكاندال فصيحا كخطيب أوروبي ورجلاً مقتدراً ومتمكناً قاد الموارنة إلى مداهمة المزارع ليلاً وحرق ممتلكاتهم وقتل أصحابها.
في عام 1758 وخوفاً من قيام الفرنسيين بطرد مكاندال لجميع البيض خارج المستعمرة قاموا بتعذيب أحد حلفائه وانتزعوا منه  معلومات أدت إلى اعتقال مكاندال، وبعد ست سنوات من التخطيط وبناء منظمة للعبيد السود في جميع أنحاء هايتي من أجل تسميم الفرنسيين، وقد تم حرق مكاندال على الملأ في الميدان المركزي في بورت أو برانس، ومع ذلك اعتقد بعض الناس من بين  الحشد وخاصة العبيد السود أن مكاندال قد نهض من بين شعلات النيران وتحول إلى وحش مجنح وطار ونجى. علاوة على ما قد سلف بقيت حالات عديدة عن مكاندال وإعدامه وهروبه في ثقافة وفولكلور الجزيرة وفولكلورها وتحولت في بعض الأحيان إلى أساطير وتم تصويرها على نطاق واسع في اللوحات والفنون الشعبية.
وروت بعض المصادر أن مكاندال تعرض لحادث في معصرة قصب السكر أثناء الزراعة وفقد يده اليمنى.

## في ثقافة الشعب
ومن أشهر صور مكاندال ما ورد في رواية "مملكة هذا العالم" للكاتب أليخو كاربنتيير، وقد كانت مكتوبة بأسلوب الواقعية السحرية.
تم تصوير تعذيب مكاندال وإعدامه العلني عن طريق (الحرق في النار) بوضوح في رواية "بابوك" للكاتب كاي آندور في عام 1934تبين أيضاً أن تمرد مكاندال وقتله الوحشي كان لهما تأثير على بابوك (استناداً إلى بوكمان) الذي ساعد في قيادة ثورة العبيد عام 1791.
تُظهر نسخة تخيلية من مكاندال أيضاً في رواية نالو هوبكنسون "طُرق الملح" وكذلك في رواية مايكلسون تويسانت "المسارات الدموية: مسيح الجزر" (بالفرنسية: Les Sentiers rouges: Le Messie des iles).